# سفینه مریخ‌گرد

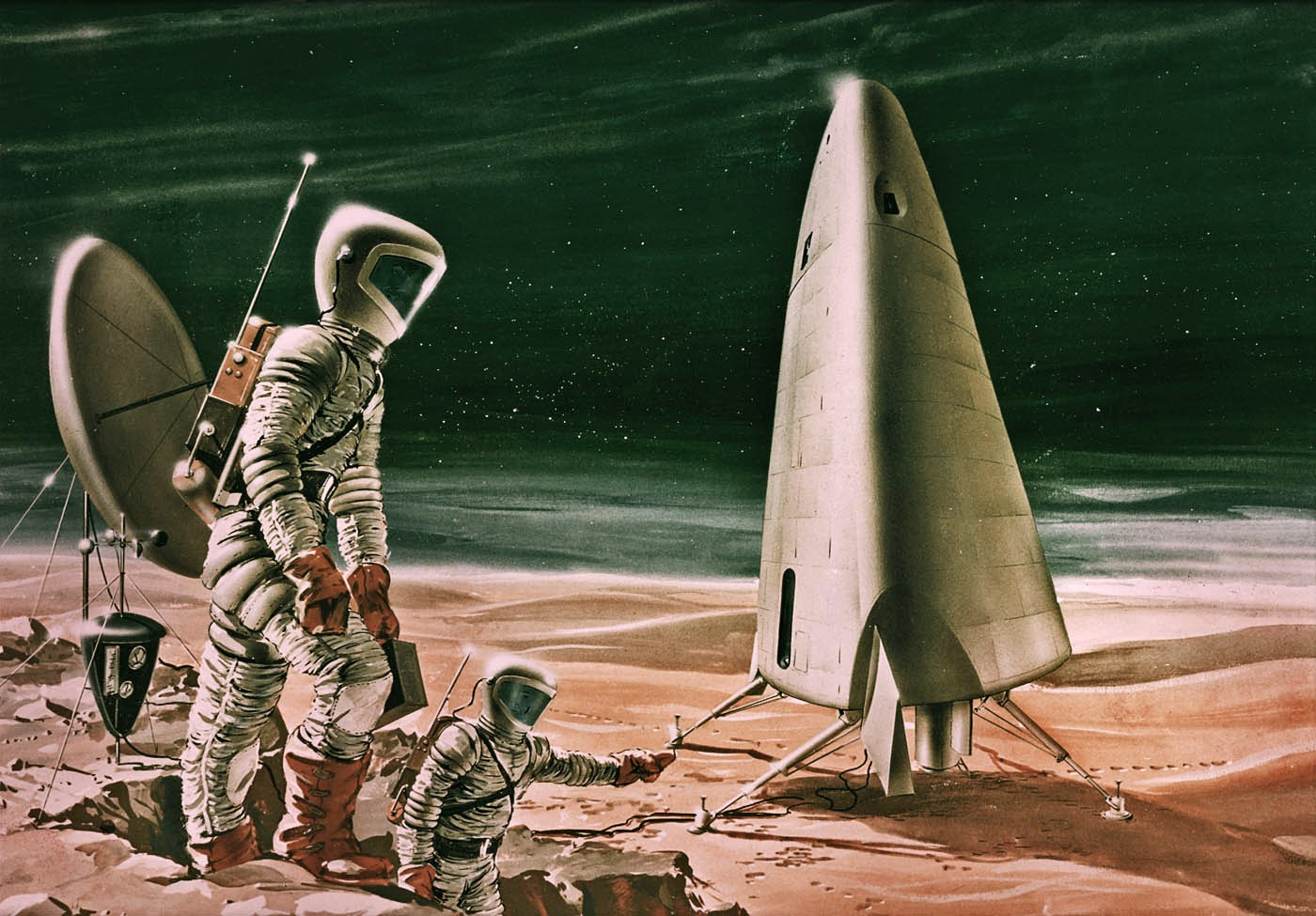
نقاشی تخیلی از یک سفینه مریخ‌گرد پیشنهادی ناسا در سال ۱۹۶۴.

سفینه مریخ‌گرد (انگلیسی: Mars Excursion Module) یا (MEM) سفینه فضایی پیشنهادی سازمان ناسا در دهه ۱۹۶۰ بود برای استفاده در سفرهای آینده انسان به مریخ.
عبارت سفینه مریخ‌گرد می‌تواند به هرگونه از سطح‌نشین‌های مریخ، سفینه‌های برخاست از سطح مریخ، فضاپیماهای بی‌سرنشین باربر یا باسرنشین، اتاقک‌های اقامتی بر روی سیاره مریخ یا ترکیبی از این‌ها اشاره داشته باشد.